# 高闍
高阇（？—458年），羌，南彭城蕃县（侨治今江苏省常州市）人，南北朝刘宋政治人物。
南朝宋孝武帝大明二年（458年），高阇和和尚（沙门）释昙标、道方等自称有鬼神龙凤之瑞，常听到箫鼓之音，与秣陵人蓝宏期等谋划反宋。又结交殿中将军苗允、员外散骑侍郎严欣之、司空参军阚千纂、太宰府将程农、王恬等，计划八月一日夜起兵攻打宫门，早晨掩杀太宰江夏王刘义恭，分兵袭杀大臣，以高阇为天子。秋七月甲辰，事发，高阇等同党伏诛数十人。宋孝武帝命令佛教徒除非戒行精苦，全部还俗。但是诸寺尼姑出入宫掖，和后妃都有密切关系，此制不能推行。宋孝武帝母亲太后路惠男的侄子路琼之曾经拜访琅琊王氏的王僧达，王僧达看不起他，把他坐过的床烧掉。太后记恨王僧达。这次，皇帝指称王僧达与高阇有勾结，将他赐死。